# Hattyú csillagkép

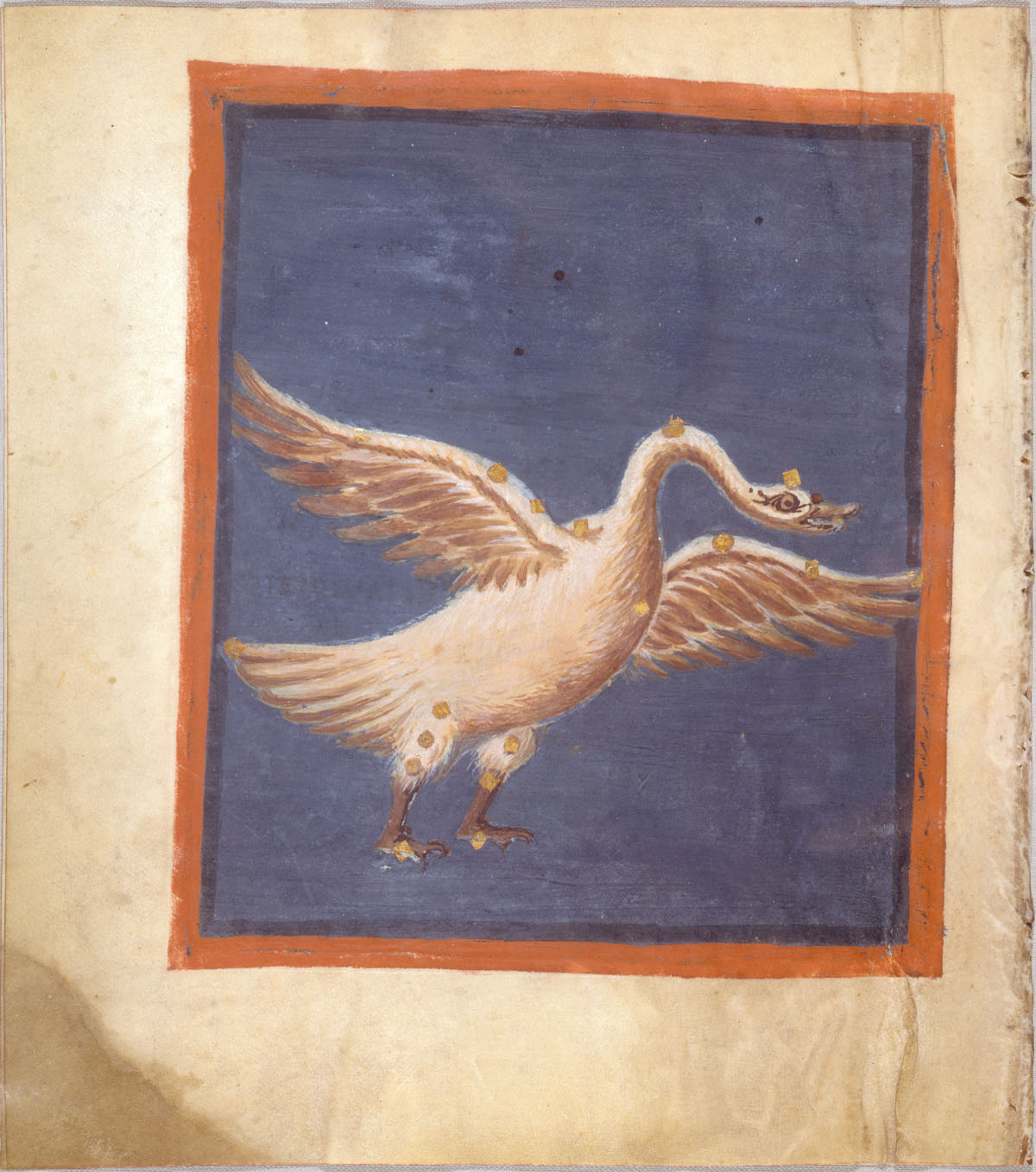
A Hattyú csillagkép ábrázolása i.sz. 830-840-ből ismeretlen szerző műve

A ’’Hattyú’’ és a ’’Lant’’

A Cygnus szócikk ide van irányítva. Kattints ide a Cygnus madárnemhez.
A Hattyú (latin: Cygnus) egy csillagkép.

## Története, mitológia
A görög mítosz szerint Phaethón, Héliosz fia vagy unokaöccse olyan szerencsétlenül kormányozta a szekerét, hogy balesetet szenvedett és meghalt. A gyászoló barátját, Küknoszt Apollón változtatta hattyúvá – Zeusz egyik szent állata – és emelte az égboltra. Más változat szerint Phaethón maga emelkedett az égbe hattyú képében. Egy másik monda: Zeusz azért változott hattyúvá, hogy részt vehessen egy tiltott szerelmi találkán. A kereszt alakú csillagképet Északi Kereszt-nek is nevezik.

## Csillagok
- α Cygni, Deneb: (jelentése: farok, az arab dhanab szóból, ennek megfelelően több más csillag nevében is előfordul) a Hattyú csillagkép főcsillaga. 1,2 magnitúdó fényes. Körülbelül 2000 fényévre található. A Napnál 100 000-szer fényesebb és több mint kétszázszor nagyobb nála, színképtípusa A2, sárgásfehér színű. Felszíni hőmérséklete 11 000 K. Radiális sebessége -4 km/s, éves sajátmozgása 0,004 szögmásodperc.
- β Cygni, Albireo (jelentése: madár): 390 fényévre található. Fizikai kettőscsillag. A két komponense 3,1 és 5,1 magnitúdó fényes, narancssárga, illetve kékes színű. A kettőscsillag távcsővel könnyen felbontható.
- γ Cygni, Sadir (jelentése: mell): 1500 fényévre van. F8 színképtípusú. 23 000-szer fényesebb a Napnál.
- ρ Cygni, amelyet Kepler csillagnak is neveznek. 4700 fényév távolságban van.[1]
- 61 Cygni: kettős csillagrendszer, 11 fényévre van. A két csillag 722 év alatt kerüli meg egymást. A két csillag 5,2 és 6,1 magnitúdó fényes. Egymástól 30 szögmásodpercnyire láthatók. A halványabb csillagnak van még egy láthatatlan kísérője. A 61 Cygni volt az első csillag, aminek parallaxisméréssel sikerült meghatározni a távolságát.
- KY Cygni: vörös szuperóriás változócsillag. Az egyik legnagyobb ismert csillag, körülbelül 1420-szor nagyobb átmérőjű a Napnál.

## Mélyégobjektumok
- Messier 29 (NGC 6913): nyílthalmaz
- Messier 39 (NGC 7092): nyílthalmaz, 4,6 magnitúdó, mérete: 31’ (a teleholdénak felel meg)
- Észak-Amerika köd (NGC 7000), diffúz köd
- IC 5146: Selyemgubó-köd
- NGC 6826: planetáris köd
- NGC 6888: diffúz köd
- NGC 6866: nyílthalmaz („Fregattmadár halmaz”), 7,6 magnitúdó
- IC 5067/70: Pelikán-köd (az Észak-Amerika ködtől 1,5° nyugat-délnyugatra), mérete: 25’×10’
- NGC 6992 és 6995: Fátyol-köd vagy más néven Sárkány-köd, Hattyú-ív. A közöttük megfigyelhető rész, az NGC 6979 és az NGC 6974 a Pickering-ék. A valójában egyetlen hatalmas köd része még nyugatabbra található Boszorkányseprű-köd (NGC 6960) is.

## Fordítás
- Ez a szócikk részben vagy egészben  a    Cygnus (constellation) című angol Wikipédia-szócikk fordításán alapul.  Az eredeti cikk szerkesztőit annak laptörténete sorolja fel. Ez a jelzés csupán a megfogalmazás eredetét és a szerzői jogokat jelzi, nem szolgál a cikkben szereplő információk forrásmegjelöléseként.

## Ajánlott irodalom
- Josef Klepešta – Antonín Rükl: Csillagképek atlasza, Gondolat Kiadó, Budapest, 1978
- Ian Ridpath:  Bolygók és csillagok, PANEMEX, 1999
- Kisbán Gyula: Csillagászati kislexikon; Fiesta Kft., 2000
- Simon Dunlop – Wil Tirion: Csillagközi kalauz, Magyar Könyvklub Rt., 2004
- Kevin Tildsley:  Az éjszakai égbolt, Grafo Könyvkiadó és Terjesztő Kft, Budapest, 2006